# Königreich Korsika
Das Königreich Korsika war ein kurzlebiges Königreich auf der Mittelmeerinsel Korsika, das 1736 für wenige Monate Bestand hatte. Einziger Herrscher war der deutsche Baron Theodor von Neuhoff.

## Geschichte

### Vorgeschichte
Im 13. Jahrhundert ging Korsika an die Republik Genua, die damals ihren Machthöhepunkt erreichte. Im Laufe der Jahrhunderte stritten sich die Krone Aragons, Frankreich und Genua über die Vorherrschaft auf der Insel. Dabei kam es mehrmals zu militärischen Auseinandersetzungen und Anarchie. Letztlich setzte sich Genua durch: 1559 wurde die Hoheit Genuas über die Insel durch den Vertrag von Cateau-Cambrésis bestätigt. Agostino Pallavicini war der erste Doge der Republik, der – 1637–39 regierend – zugleich auch den Titel „König von Korsika“ annahm. Seither führten die Dogen von Genua den Königstitel von Korsika, bis zur Abschaffung des Dogenamts 1805. Allerdings war deren Amtszeit ab 1528 auf zwei Jahre beschränkt und sie erfüllten auch nur rein repräsentative Funktionen.
1553 und 1564 gab es korsische Aufstände unter Führung von Sampiero Corso. Trotz beachtlicher Erfolge konnten die Korsen aufgrund mangelnder Einigkeit keinen Sieg erringen. 1568 wurde nach der Ermordung von Sampiero Corso schließlich ein Friedensvertrag mit Genua ausgehandelt. In den folgenden Jahren litt die korsische Bevölkerung sehr stark. Für die Genuesen war Korsika weiterhin lediglich ein Gebiet, das sie für ihren Profit ausbeuten konnten. Auch die ursprünglich vereinbarte Autonomie wurde nicht gewährt. 1729 erhoben sich die Korsen, empört über eine neue due semi genannte Herdsteuer, zur Revolte. 1732 war die Autorität Genuas wiederhergestellt. Zwei Jahre später erhoben sich die Korsen jedoch abermals und 1735 proklamierte eine Versammlung in Corte die Unabhängigkeit Korsikas.

### Das Königreich
Theodor von Neuhoff war ein deutscher Baron und Abenteurer, der Anstellungen an verschiedenen europäischen Höfen fand. 1732 wurde er Agent für Österreich in Italien. Dort kam er in Kontakt mit korsischen Freiheitskämpfern, deren Führer von den Genuesen unter Bruch der Zusage eines freien Geleits verhaftet und nach Genua verschleppt worden waren. Neuhoff gelang es, die Freilassung zu erreichen, was sein Ansehen bei den Exil-Korsen in der Toskana derart anhob, dass sie ihm den Königstitel anboten, falls er genügend Unterstützung organisieren könne. Nachdem er vier Jahre lang Mittel in ganz Europa gesammelt hatte, setzte Neuhoff 1736 mit einem mit Geld und Waffen beladenen Schiff nach Korsika über.

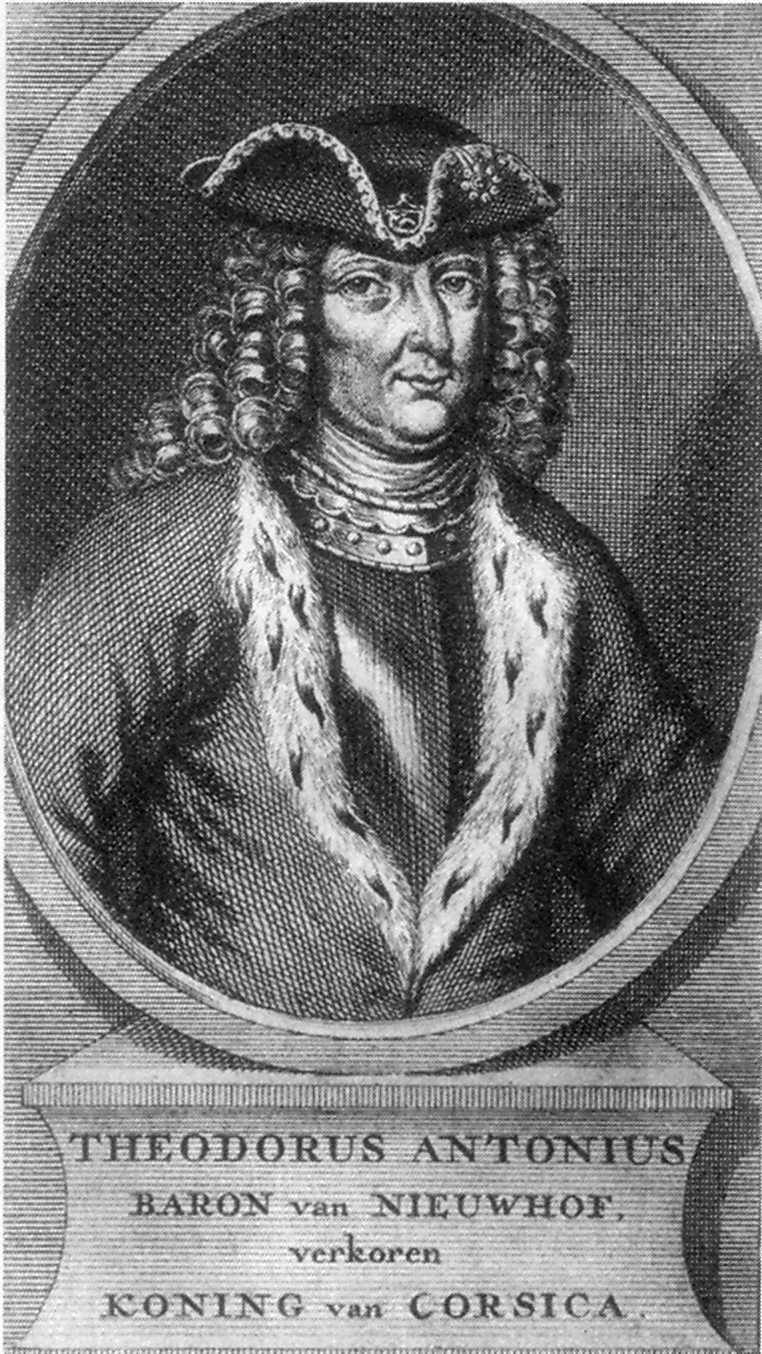
Theodor I., König von Korsika

Am 15. April 1736 wurde er von einem Konvent der korsischen Bevölkerung im Kloster Alesani zum König Theodor I. von Korsika gewählt. Gemäß der von ihm erlassenen Verfassung war er selbst erblicher König, aber in der Regierung auf die Zustimmung von 24 frei gewählten Korsen angewiesen. Neuhoff residierte im ehemaligen Bischofspalais in Cervione. Er ließ eigene Münzen prägen, baute die Infrastruktur und Wirtschaft aus. Er gründete auch einen Ritterorden namens De la Liberazione. Militärisch brachte er den Genuesen eine schwere Niederlage bei und eroberte kurz darauf die Hafenstadt Porto Vecchio. Er ließ die von Genua gehaltenen Küstenstädte belagern. Vor Bastia kam sein Siegeszug jedoch zum Stehen, da es der provisorischen korsischen Armee an Schlagkraft fehlte, um die stark befestigte Stadt einzunehmen. Als auch die von ihm zugesagte (vor allem türkische) Hilfe nicht ankam und als die europäischen Regierungen, mit deren Einfluss er geprahlt hatte, sich von ihm distanzierten, richtete sich die allgemeine Stimmung gegen ihn.

### Ende des Königreichs
Im November verließ Neuhoff Korsika, um auf dem europäischen Festland nach Unterstützung zu suchen. Auch musste er um sein Leben fürchten, nachdem er einen seiner Generäle hatte hinrichten lassen, da Blutrache damals in Korsika üblich war. Trotz mehrerer Versuche gelang es ihm nicht, auf die Insel zurückzukehren. Die Korsen, des Kriegs müde, eröffneten Verhandlungen mit Genua. Aber die Weigerung der Genuesen, sie als etwas anderes denn als Rebellen zu behandeln, machte eine gegenseitige Verständigung unmöglich. Es kam zu weiteren Aufständen. Im Frieden von Aachen wurde Korsika erneut an Genua übertragen. Im Dezember 1756 starb Neuhoff, der erste und einzige König Korsikas, verarmt und verschuldet in London.